# Бернаскони, Лаура
Лаура Бернаскони (итал. Laura Bernasconi) — итальянская художница XVII века, писавшая цветочные натюрморты в стиле барокко. Детали жизни практически неизвестны, включая даты рождения и смерти. Отдельные натюрморты датируются примерно 1674 годом.

## Биография
Родилась и умерла в Риме. Училась рисовать цветочные натюрморты у Марио Нуцци. Она работала в Риме с 1622 по 1675 год. О ней мало что известно.
В "Азбуке живописи" болонского писателя и историка искусства, Пеллегрино Антонио Орланди, написано, что в Церкви Сан Гаэтано есть картины, цветы на которых, были выполнены Лаурой Бернаскони. Также Лаура с Карло Рутардом и ее сыном Филиппо в период с 1665 по 1668 год расписывали потолок Галереи в Палаццо Колонна. 
Ее работы можно увидеть в Риме, в Галерее Дориа-Памфили.

## Творчество
Как и у двух её современниц Джованны Гарзони и Катерины Гинасси (1590—1660), основное место в творчестве занимали декоративные и сочные натюрморты овощей, фруктов, цветов.